# Шуліківська сільська рада
| Шуліківська сільська рада — колишній орган місцевого самоврядування у Біловодському районі Луганської області з адміністративним центром у с. Шуліківка. Історична дата утворення: в 1991 році. Сільській раді підпорядковані населені пункти: - с. Шуліківка |

## Склад ради
Рада складається з 12 депутатів та голови.

### Керівний склад ради
| ПІБ                        | Основні відомості                                                             | Дата обрання | Дата звільнення |
| -------------------------- | ----------------------------------------------------------------------------- | ------------ | --------------- |
| Чабан Тетяна Іванівна      | Сільський голова, 1963 року народження, освіта, член Партії регіонів          | 26.03.2006   | 31.10.2010      |
| Мележик Володимир Павлович | Сільський голова, 1953 року народження, освіта середня загальна, безпартійний | 31.10.2010   |                 |

Примітка: таблиця складена за даними джерела